# Porky et le Sous-marin pirate
 (mars 2017).
Si vous disposez d'ouvrages ou d'articles de référence ou si vous connaissez des sites web de qualité traitant du thème abordé ici, merci de compléter l'article en donnant les références utiles à sa vérifiabilité et en les liant à la section « Notes et références ».
Pour plus de détails, voir Fiche technique et Distribution.
Porky et le Sous-Marin pirate (Porky the Gob) est un cartoon Looney Tunes réalisé par Ben Hardaway et Cal Dalton en 1938. Il met en scène Porky Pig.

## Voix
Voix originales
- Mel Blanc : Porky Pig, le capitaine, un marin
- The Sportsmen Quartet : Le vocaliste

Voix françaises
- Marc François : Porky Pig